# Neodvisna država Hrvaška
Neodvisna država Hrvaška (hrvaško Nezavisna Država Hrvatska; kratica NDH) je nekdanja marionetna država (kraljevina), ki je nastala na območju današnje Hrvaške in Bosne in Hercegovine po razpadu Kraljevine Jugoslavije.
10. aprila 1941 je namestnik vodje ustašev Slavko Kvaternik razglasil NDH z blagoslovom Tretjega rajha in Italije, ki sta okupirala ta del Jugoslavije. Na papirju je bila NDH kraljevina, ki naj bi jo vodil kralj Tomislav II. Savojski, v resnici pa ni imel nobenih pravih pooblastil in ga med drugo svetovno vojno sploh ni bilo na Hrvaškem. Pravi voditelj države je bil poglavnik Ante Pavelić.
Geografsko je NDH zavzemala večji del današnje Hrvaške, toda Istra, Kvarner in Dalmacija so pripadale Italiji, medtem ko sta Međimurje in južna Baranja prešla v last Madžarske. NDH je zajemala tudi celotno današnjo Bosno in Hercegovino. Prav tako je obsegala del slovenskega teritorija. 27. septembra 1941 se je z ustanovitvijo Občine Bregana pod hrvaško oblastjo znašlo pet slovenskih naselij: Bregansko selo (danes Slovenska vas), Nova vas pri Bregani (danes Nova vas pri Mokricah), Jesenice, Obrežje in Čedem. Gre za ozemlje veliko približno 20 kvadratnih kilometrov na katerem je takrat živelo okrog 800 prebivalcev.
NDH je vodila kampanjo uničevanja srbskega, judovskega ter romskega prebivalstva na svojih ozemljih. Zanje so obstajala koncentracijska taborišča, med njimi je najbolj zloglasno Jasenovac.